# NGC 7583
NGC 7583 est une vaste galaxie spirale (lenticulaire?) située dans la constellation des Poissons. Sa vitesse par rapport au fond diffus cosmologique est de 11 886 ± 29 km/s, ce qui correspond à une distance de Hubble de 175,3 ± 12,3 Mpc (∼572 millions d'al). NGC 7583 a été découverte par l'astronome allemand Albert Marth en 1864. Cette galaxie a été observée à nouveau quelques semaines plus tard, le 29 novembre 1864, par Marth lui-même et John Dreyer ne s'étant pas rendu compte que c'était la même galaxie, l'a ajoutés à son catalogue sous la désignation NGC 7605.